# Витік річки Турії
Ви́тік рі́чки Ту́рії — гідрологічна пам'ятка природи місцевого значення в Україні. Розташована в межах Локачинського району Волинської області, неподалік від південної околиці села Затурці. 
Площа 0,2 га. Статус надано в 1976 році. Перебуває у віданні Затурцівської сільської ради. 
Створена з метою збереження джерел природного походження, які є витоком річки Турії.

## Галерея

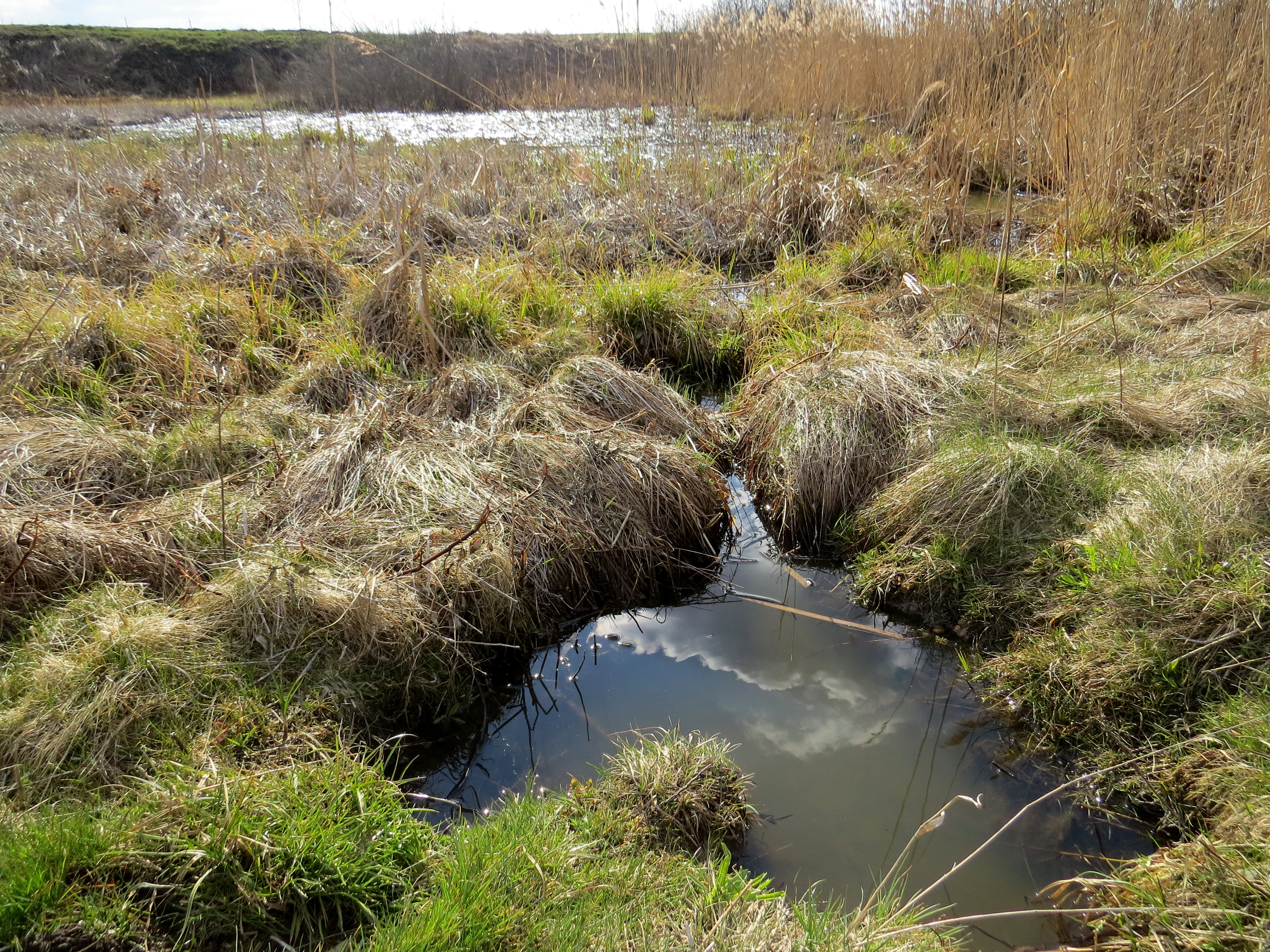
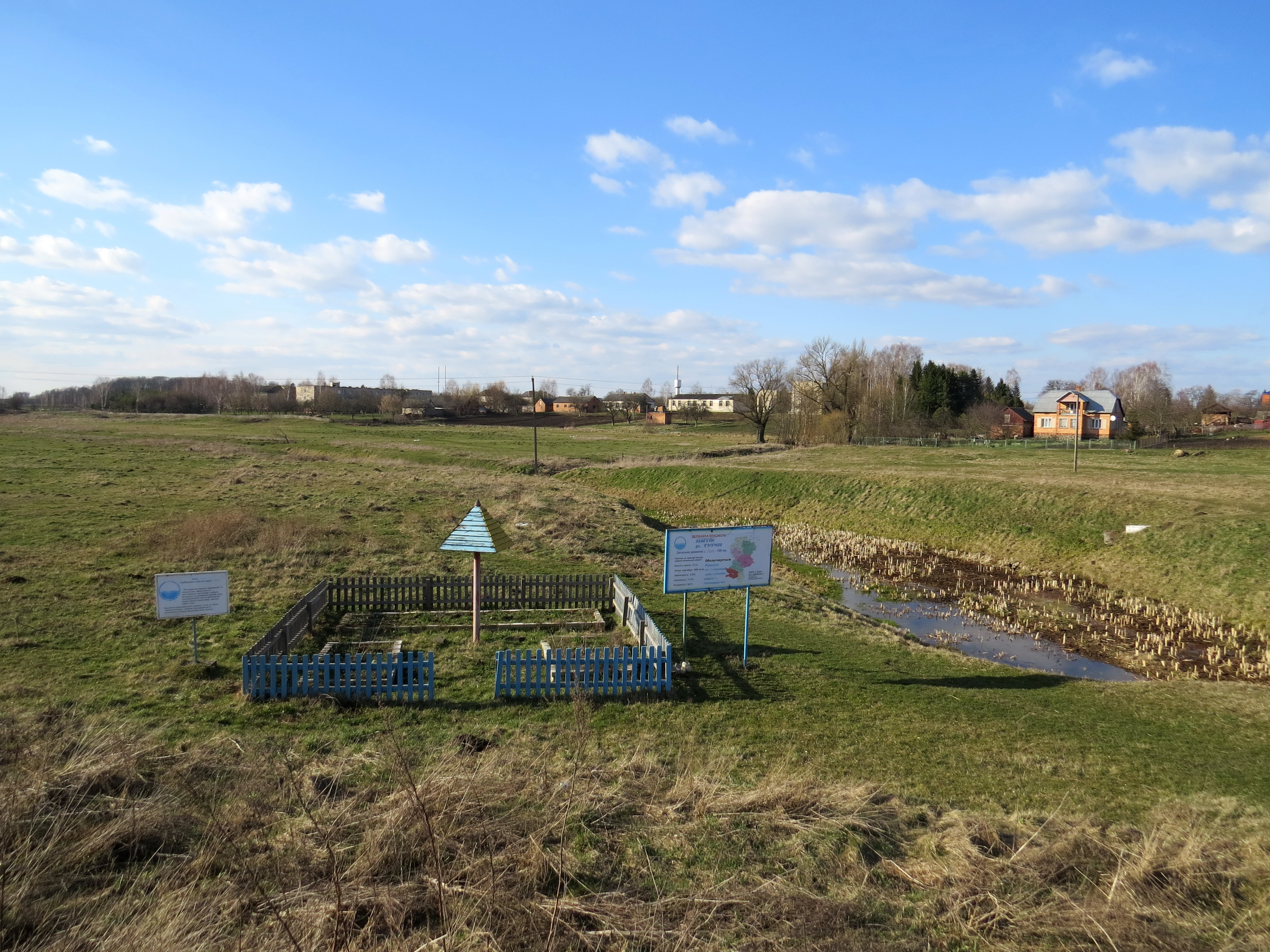
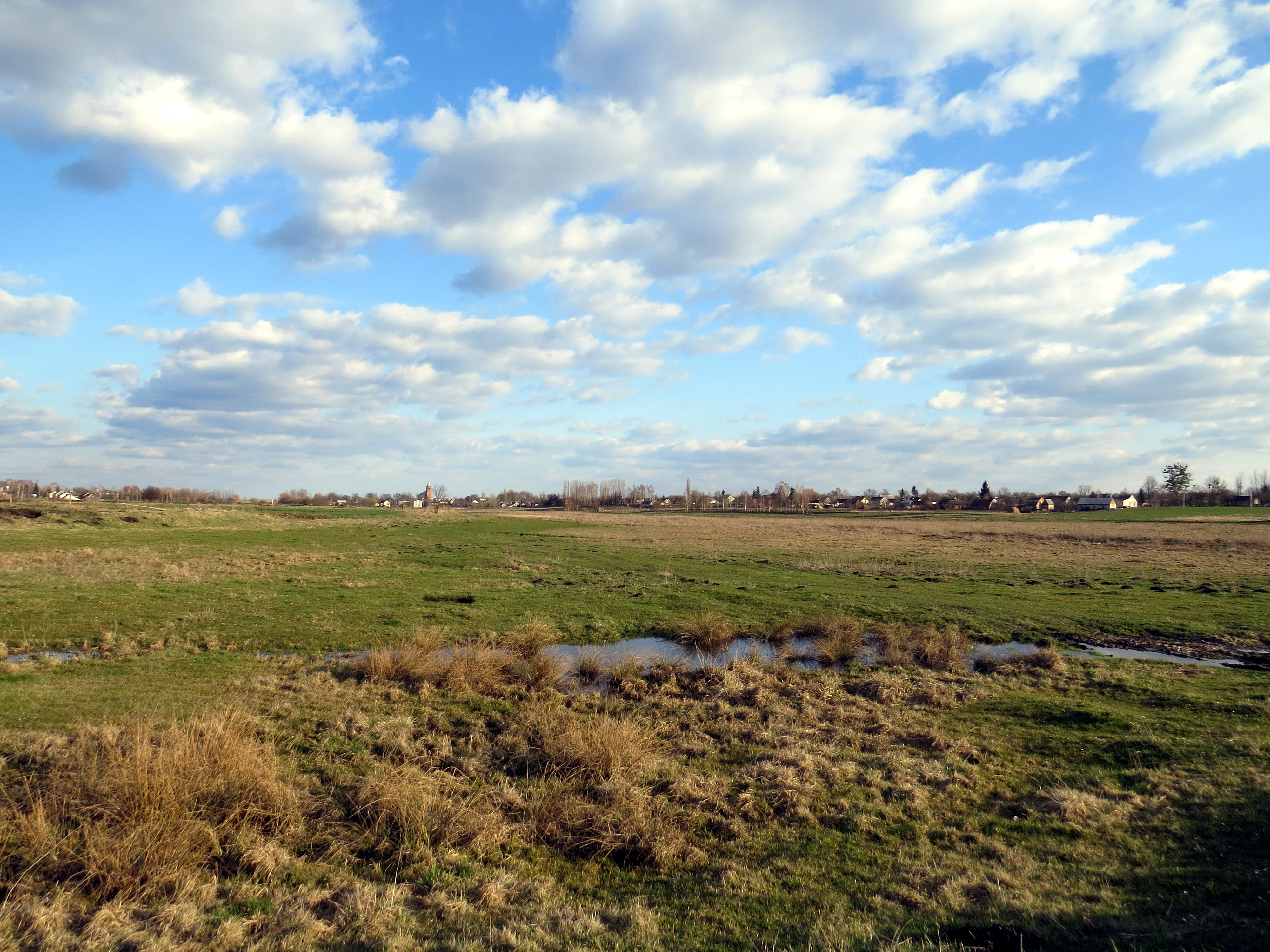
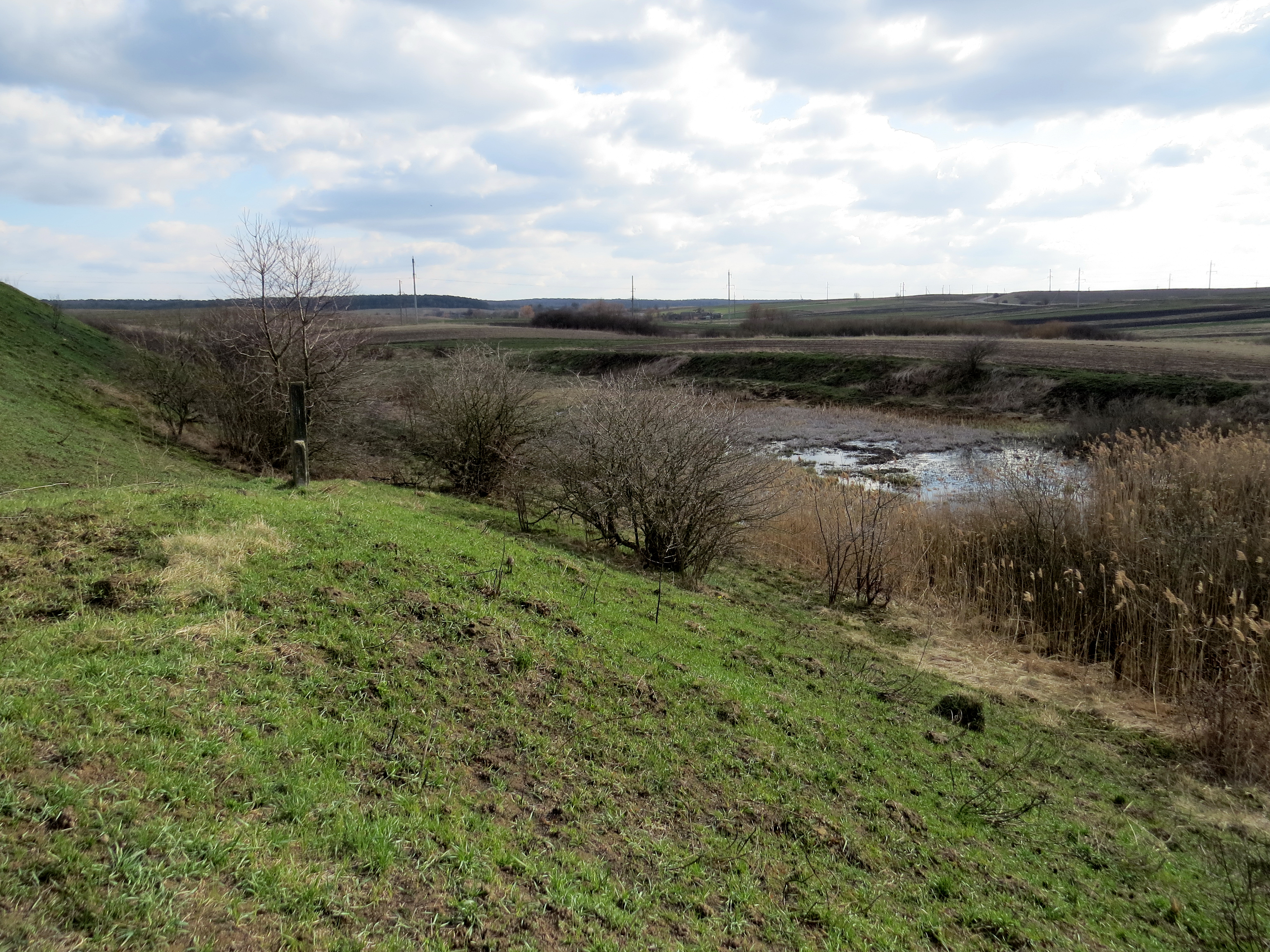